# ドリームミックスTV ワールドファイターズ
『ドリームミックスTV ワールドファイターズ』 （ドリームミックスティーヴィー ワールドファイターズ、DREAMMIX TV WORLD FIGHTERS） は、コナミ（現・KDE）、タカラ（現・タカラトミー）、ハドソンの3社が共同制作し、2003年12月18日にハドソンがPlayStation 2（PS2）とニンテンドー ゲームキューブ（GC）で発売した対戦アクションゲームである。略称は「DMTV」、「WF」など。本作品は日本国内のみ発売された。
2005年3月31日には、廉価版「ハドソン・ザ・ベスト」として両機種版とも再発売された。ハドソンがGC向けに発売したゲームソフトとしては、このベスト版が最後のソフトとなった（なお、この廉価版を除けば『ボボボーボ・ボーボボ 脱出!!ハジケ・ロワイアル』が最後となる）。

## 概要
コナミ、タカラ、ハドソンのキャラクターたちが、ゲーム中の架空のテレビ局「ドリームミックスTV」で放映されている格闘バラエティー番組「ワールドファイターズ」に出場し、対戦するという設定となっている。そのため、タイトル画面では本物のテレビ番組を意識したような左上の時刻表示や、「提供 ハドソン」の文字なども流れる。
コナミのパワプロ君、タカラのリカちゃん人形、ハドソンのボンバーマンなど、それぞれのメーカーの様々なキャラクターが参戦するクロスオーバー作品となっている。対戦ステージやBGMも、それぞれの原作のアレンジや、それらを意識した物となっている。
最大4人で戦うゲームシステムや操作形態などが「大乱闘スマッシュブラザーズシリーズ」と似ており、「ハドソン版スマブラ」のような雰囲気になっている。子供向けをターゲットに雑誌『月刊コロコロコミック』などで紹介されていた。

## ゲームシステム
見た目や操作方法は「大乱闘スマッシュブラザーズシリーズ」と似ているが、キャラクターがステージの端から落ちることはなく、ライフを奪い合って戦うシステムとなっている。

### 操作方法
キャラクターは方向キーまたは3Dスティックを使用して左右に移動できる。ただし、『スマブラ』と違いダッシュやしゃがみはない。ジャンプは×ボタン（PS2版）、Aボタン（GC版）で行うが、空中にいる状態からさらに2段ジャンプはできない（ミクロマンのみホバリングが可能）。ジャンプした後、足場やパイプなどに重なって上方向とジャンプボタンを同時押しすると、それが掴めるオブジェクトならばそのままぶら下がることができる。
通常攻撃は□ボタン（PS2版）、Bボタン（GC版）で行う。地上で方向キーを組み合わせずに攻撃ボタンを押すと弱攻撃となり、3回（キャラクターによっては2回）まで連打することで、自動的に弱コンボ攻撃となる。方向キーを前に入れながら攻撃すると強攻撃、上方向では上攻撃に変化し、相手を吹っ飛ばせる。空中では方向キー上下と組み合わせることで3種類の方向を使い分けて攻撃を出すことができる。また、障害物にぶら下がっている状態で攻撃すると専用のぶら下がり攻撃となる。相手の攻撃を食らってダウンした後、攻撃ボタンを押すと起き上がり攻撃を出すことができ、攻撃せずに方向キーを入れると移動起き上がりとなる。
○ボタン（PS2版）、Xボタン（GC版）を押すと、キャラクター毎のキャラ技（必殺技）が発動する。地上から出す場合、キャラクターによっては方向キーを前または上に入れると技が変化する。また、ボタンを押し続けることで技を溜めることが可能なキャラクターもいる。空中でも発動でき、ぶら下がり状態の時には技の内容が変わるキャラクターも存在する。
相手に近付いて△ボタン（PS2版）、Yボタン（GC版）を押すと相手を掴み、その後に攻撃ボタンか掴みボタンを押すと相手を投げ飛ばすことができる。また、一部のキャラクターは相手を掴んだ後に技ボタンを押すことで、掴み時専用のキャラ技をかけることもできる。この他、一部のステージでは持つことができる障害物もあり、接近して掴みボタンを押すことで手に持つこともできる。
LRボタンのどれかを押すとシールドをまとうガードが発動する。地上ガードには制限時間がなく、全方向へのシールドをずっとまとい続けることもできるが、一部の攻撃は連続ガードしてしまうとガードが弾かれ、途中から攻撃を食らってしまう。また、ガード中の移動はできず、つかみ攻撃に対しては無効である。空中では1回のジャンプにつき一度限り、一瞬だけ全方向にガードすることができる。また、吹っ飛ばされている最中にガード操作を行うと空中で受け身を取る。
相手の打撃攻撃に合わせてタイミング良く地上ガードすると「弾き」となり、攻撃してきた相手がのけぞり状態になる。

### ライフゲージ
キャラクターのライフゲージは全員分が1本のゲージとなっている。ゲージの中身は、全体の蓄積ダメージを示す左部分の赤いゲージと、体力限界を示している右部分の青いゲージに2分されており、青いゲージの部分には現在戦闘中のキャラクターたちの顔アイコンが表示される。キャラクターがダメージを受けると、同時にハートマークの描かれたメダルのようなライフが周囲に放出され、それを拾うことでそのキャラクターの体力を回復できる。顔アイコンがゲージの右端に近づくほど残り体力が多い扱いとなっており、ダメージを受けた場合はそのキャラクターの顔アイコンが左側へ後退すると共に、赤いゲージが右側へ増加する。逆に、ライフを拾うと回復したキャラクターの顔アイコンが右へ動き、同時に青いゲージが左へ増える。
現在ライフが第1位のキャラクターは特別な扱いとなり、常にゲージの右端に顔アイコンが表示され、現在、第1位のキャラクターのライフがゲージの基準値として扱われる。第1位のキャラクターがライフを拾った場合、そのキャラクターの顔アイコンの位置はそのまま変化せず、他のキャラクター全員の顔アイコンが青いゲージと共に左側へ後退する。逆に、第1位のキャラクターがダメージを食らった場合、赤いゲージと共に第1位のキャラクター以外の全員の顔アイコンが右側へ進出する。ライフ回収やダメージなどで他のキャラクターの顔アイコンが右端へ到達するとその時点で第1位が入れ替わり、第1位から転落したキャラクターの顔は左側へ下がっていく。
ダメージを示す赤いゲージと青いゲージの境目にある「Emptyポイント（エンプティポイント）」の部分までキャラクターの顔アイコンが後退すると「ピンチ状態」となり、この状態の時に攻撃を食らってダウンすると、「キャラ魂（キャラたま）」を上空に放出して体が小さくなってしまう（ちびキャラ状態）。このキャラ魂を他のキャラクターに奪われると、そのキャラクターの顔アイコンがゲージ外に弾き出され、その時点で負けとなる。ただし、奪われる前に自分で自分のキャラ魂を回収すれば元の大きさに戻って試合復帰となり、そのまま続行することができる。Emptyポイントの位置の基準となる赤いゲージの量は、全体の蓄積ダメージが増えるごとにどんどん右側へ増加していくため、ライフを取らずに長時間戦っているとキャラ魂を放出する危険性が高くなる。
なお、キャラ魂を奪われて負けてしまった後でも試合離脱とはならず、そのままちびキャラ状態のキャラクターを操って他のキャラクターを妨害することができる。ただし、ちびキャラ状態では通常攻撃しか出せず、攻撃を食らうと一発で吹っ飛んでしまう。また、他のキャラクターが放出したキャラ魂を取ることはできないため、そこから勝利することはできない。なお、1Pモードである「ワールドファイターズ」の場合は、プレイヤーキャラクターのみキャラ魂を奪われた時点で試合が終了する。
試合開始直後は移動のみ可能となっており、ステージ内にボーナスライフがばら撒かれる。最初にライフを数多く集め1位となったキャラクターが序盤で有利になる。

### ハプニング
突然試合中にナレーションが流れ、「停電」や「突風」、「ハイパー化」などの様々なハプニングが発生することがある。発生条件は様々で、中には特定のステージでしか発生しないハプニングもある。

### 視聴率
1人用の「ワールドファイターズ」モードにはテレビ番組を模した「視聴率」という概念が存在する。試合開始時は20%だが、プレイヤーが攻撃を当てたりライフを取ると最大100%まで上昇し、何もしないと下がっていく。視聴率が0%まで下がってしまうとその時点で強制的に試合終了（負け）となってしまう。特定の視聴率に達するとナレーションが流れ、ハプニングが発生することがある。
視聴率はコンボや派手な技を決めることで大きく上昇する。「ワールドファイターズ」モードの各ステージクリア時の最高視聴率の高さによってゲームクリア時のランク評価が変化し、隠し要素解禁などに影響が出る。

## ゲームモード
ワールドファイターズ
1人用モード。架空の番組「ワールドファイターズ」で自分の選んだキャラクターを優勝させるのが目的。全7ステージ。通常は1対1の対決だが、ステージ3とステージ5は2人、ステージ6は3人を同時に相手することになる。出現するライバルキャラクターとステージの登場順は、選んだキャラクターによって固定されている。キャラクター別のエンディングなどはないが、クリアするとそれまでの視聴率によってDからAまでのランク評価が行われ、その結果で隠し要素が解禁されていく。
キャラ魂サバイバル
対戦用モード。プレイ人数やキャラクター、ステージ、試合本数、ハンデなどを自由に選んで対戦可能。対人戦だけでなく、COMとの試合も行える。ただし、対戦するCOMキャラクターは自動的に決定される。このモードのみ、キャラクター毎に専用の勝利メッセージが数種類用意されている。
キャラバン
ミニゲーム集。8種類のゲームでタイムアタックやハイスコアアタックを行える。このモードは、ゲーム内容で使用キャラクターとステージが固定されている。
「キャラバン」というモード名は、ハドソンの開催していたゲーム大会の名前にちなんでいる。
ライブラリー
登場キャラクターのプロフィールや作品の歴史などを見ることができる。ワールドファイターズモードをクリアすると情報が埋まっていく。キャラクターに関する情報はそのキャラクターを使用してクリアすることで出現し、ステージに関する情報はAランクでクリアすれば埋まっていく。
オプション
セーブや振動の設定を行う。

## キャラクター
それぞれのキャラクターは、A・B・C・Dの4つのタイプ（カラーや衣装）が用意されている。外見が変わるだけで、性能に差はない。

### 最初から使用可能なキャラクター

#### コナミ
パワプロ君□□□■
実況ボイス：河路直樹
ゲーム『実況パワフルプロ野球』シリーズのマスコットキャラクター。
本作品ではバットではなくハリセンを振り回す。パワプロ君本人は喋らず、行動するごとに実況ボイスが流れる。
シモン（シモン・ベルモンド）■■■■
声：石川英郎
ゲーム『悪魔城ドラキュラ』シリーズの主役級キャラクター。
本作品では『悪魔城年代記 悪魔城ドラキュラ』のデザインをベースとしている。
鞭や十字架投げなど、遠くへ届く攻撃が得意。
ツインビー■■■■
声：田中真弓
ゲーム『ツインビー』シリーズの主人公機体。
ハンマーから様々なベルを出して戦う。アクションは『ツインビー レインボーベルアドベンチャー』に近い。
タイプ変更でウインビーやグインビーのようなカラーも選べるが、攻撃手段や声などはツインビーのまま変わらない。声優はラジオ『ツインビーPARADISE』などのツインビーと同じ。

#### タカラ
コンボイ（総司令官コンボイ）■■■■
声：玄田哲章
玩具かつアニメ『トランスフォーマー』シリーズの主役級キャラクターで、サイバトロンの総司令官。
本作品ではG1（初代）シリーズの玩具版のデザインをベースとしている。
トレーラーに変形して攻撃ができる。
タカオ君（木ノ宮タカオ）■■■■
声：くまいもとこ
アニメ『爆転シュート ベイブレード』シリーズの主人公で、本作品では本作品発売当時に放映されていた最終作である『爆転シュート ベイブレード Gレボリューション』時の私服姿で登場している。
ベイブレード「ドラグーン」を使った竜巻攻撃が得意。発動時にタメ続けることで巨大な青龍が出現する。
ミクロマン（M121メイスン）■■■■
声：野島健児
玩具『ミクロマン』シリーズより。
本作品に登場するのは「M12Xシリーズ」。タイプ変更で他のカラーに変わる。
巨大なロボットマンを呼び出す攻撃を使う。
リカちゃん（香山リカ）■■■■
声：松本美和
玩具『リカちゃん』より。
本作品では「4代目リカちゃん」のデザインをベースとしている。
着せ替え人形から異色の参戦。戦わせることに抵抗があったため、本作品ではひとりだけ戦わずに踊っているという設定となっている。ただし、相手のライフを吸収するダンスは非常に強力。

#### ハドソン
ボンバーマン□■■■
声：金田朋子
ゲーム「ボンバーマンシリーズ」の主人公。
時間差で爆発する爆弾を設置して攻撃できる。また、設置した爆弾を掴み、大きく成長させることも可能。
Aタイプの姿は白ボンだが、その他のタイプで赤、青、黒も選べる。また赤ボンのみ、本作品では女の子のフォルムとなっている。なお、キャラクターデザインはゲーム版を基にしているが、本作品での声優はアニメ『ボンバーマンジェッターズ』のシロボンと同じである。
桃太郎□■■■
声：小松里賀（桃太郎、キジ）、高戸靖広（イヌ&サル）
ゲーム「桃太郎シリーズ」の主人公。
3匹のお供を喚び出し、協力して戦う。
ユーゴ（大神勇吾）■■■■
声：石川英郎
ゲーム『ブラッディロア』シリーズの主人公。
本作品では試合中、常にオオカミの姿へ獣化している。原作と使用技が異なり、突進技（原作のビーストドライブ技「スパイラルファング」の簡易版）などをメインに使う。人間時の姿は勝利ポーズ、敗北ポーズ、勝利メッセージ画面で見られる。
ゲーム出身キャラクターでは唯一、原作のステージやBGMが登場しない。また、タイプ（カラー）変更ではシャツの色が変わるのみで、毛並みの色は全て変わらず銀色のままとなっている。
高橋名人■■■■
声：高橋利幸（本人）
ハドソンに在籍していたファミコン名人。また、ゲーム『高橋名人の冒険島』シリーズの主人公でもある。
『冒険島』シリーズと同じく原人姿で登場し、斧や槍などを武器として使う。

### 隠しキャラクター
最初から選択できる各社のキャラクターで「ワールドファイターズ」をクリアすると、それぞれに対応した隠しキャラクターが使用可能になる。各社に2名ずつ存在し、1人目はその会社のキャラクターのうち誰か1人でクリア、2人目はその会社のキャラクター全員でクリアすることによって出現する。
コナミ
スネーク（ソリッド・スネーク）■■■■
声：大塚明夫
ゲーム『メタルギア』シリーズの主人公。
本作品では『メタルギアソリッド2』のデザインをベースとしている。また、『メタルギア サブスタンス』のようにタイプ変更でプリスキン、タキシード、『MGS1』のスニーキングスーツを選択できる。
C4爆弾を地面や敵に設置し、リモコン操作で遠隔爆破できる。
モアイ■■■■
声：増谷康紀
ゲーム『グラディウス』の敵役など、様々なコナミゲームに登場。
おなじみイオンリングを発射する。

タカラ
アスカ（CG-06：ASKA）■■■■
声：冬馬由美
フィギュア『COOL GIRL』シリーズより。
忍者一族の子孫。くノ一な見た目通り、火の忍術を得意とする。
後に、同フィギュアシリーズを題材にしたコナミの同名ゲーム『クールガール』（PS2、2004年）の2本のシナリオの片方、「ASKA SIDE」の主人公としても登場した。
メガトロン（破壊大帝メガトロン）■■■■
声：加藤精三
玩具かつアニメ『トランスフォーマー』シリーズの悪役級キャラクターで、デストロンの破壊大帝。
ワルサーP38に変形してレーザー攻撃などを行える。デザインはコンボイと同様G1（初代）の玩具版デザイン。

ハドソン
卍丸（戦国卍丸）■■■■
声：伊倉一恵
ゲーム『天外魔境II 卍MARU』の主人公。
炎の剣と稲妻の剣の2つを切り替えて戦える。
本作品よりも以前に、格闘ゲーム『天外魔境 真伝』などへも参戦していたが、使用技は少し異なる。
貧乏神□■■■
声 ：高戸靖広、小松里賀（ミニボンビー）
ゲーム「桃太郎伝説シリーズ」に登場する敵キャラクター。
「桃太郎電鉄シリーズ」でもオジャマキャラクターとしてお馴染み。同作にちなんで、何が起こるか分からないサイコロを武器に戦う。

### 司会者
ムジョー
声：石井康嗣
「ボンバーマンシリーズ」に登場する悪役。
番組のメイン司会者。ステージ7ではラスボスとしてUFOに乗ってプレイヤーに立ちはだかる。プレイヤーキャラクターとしての使用はできない。声優は『ボンバーマンジェッターズ』のムジョーと同じである。
ハルナ
声：水野理紗
本作品オリジナルキャラクター。
サブ司会者や実況を務める新人アナウンサーの女の子。ムジョーに対しては結構酷い扱いをしている。視聴率を取るためには手段を選ばない。

## ステージ
1Pモード「ワールドファイターズ」の対戦ステージは、ステージ1がプレイヤーキャラクターの、ステージ2以降が2P側のCOMキャラクターのホームステージとなる。なお、端が存在しないように見えるステージにも全て見えない壁が設定されており、落ちることはない。
それぞれ原作を意識したステージとなっており、一部のステージでは原作ゲームのアレンジ曲も流れる。ただし「キャラバン」モードではBGMがそれぞれ専用の「目指せ! ハイスコア」（ハイスコアアタック）、「Time Attack!」（タイムアタック）となっている。
以下、括弧内はそのステージのメインキャラクター。一部のステージは複数のキャラクターが一緒に割り当てられている。

### 最初から選択可能なステージ
パワプロスタジアム（パワプロ君）
『実況パワフルプロ野球』風のオリジナルステージ。架空のスタジアム。空中の足場は4つのベースだけで、地面も広いシンプルなステージ。BGMは「サクセスモード練習試合のテーマ」。
ドラキュラ城（シモン）
『悪魔城ドラキュラ』より。ドラキュラ伯爵の居城。ステージが上下に分かれており、メディウサヘッドが2体同時に出現することもある。BGMは「Bloody Tears」。
天空要塞（ツインビー）
『出たな!!ツインビー』より。雲の上で戦う。空中に雲の足場が複数点在し、下からぶら下がることもできる。BGMは「ツインビーパワーアップ!」。
リカちゃんハウス（リカちゃん）
『リカちゃん』より。2階建て4部屋のリカちゃんハウス。家の中にあるぬいぐるみやバケツなどを投げることができる。BGMは「元気なリカちゃん」。
巨人兵デバスター（コンボイ、メガトロン）
『トランスフォーマー』より。デストロン秘密基地内で整備中の巨人兵デバスターの前で戦う。天井にはぶら下がることができるパイプが存在する。BGMは「侵入! デストロン秘密基地」。
ナイトシティ（タカオ君、ユーゴ、アスカ）
本作品オリジナルステージ。真夜中の建設中ビルの屋上。鉄骨などが多い高低差のあるステージ。BGMは「Be Cool!」。
ミクロアース（ミクロマン）
『ミクロマン』より。ミクロマンの故郷の惑星ミクロアース。空中の足場は中央だけに固まっており、その横に綱が伸びている変わったステージ。BGMは「我らの故郷ミクロアース」。
ボンバーマンバトル（ボンバーマン）
『ボンバーマン』より。原作のステージをそのまま縦にしたような形状で、通れるブロック（ソフトブロック）と通れないブロック（ハードブロック）で仕切られている複雑な地形。敵キャラクター「ポンタン」が出現することがある。BGMは「ボンバーマン バトルゲームテーマ」（オリジナル作曲：坂東章平）。
桃太郎電鉄（桃太郎、貧乏神）
『桃太郎電鉄』より。走る汽車の上で対決。段差のある先頭車両と、室内と天井を行き来できる客室車両で構成されたシンプルなステージ。BGMは「サンデーマーチ」（オリジナル作曲：池毅）。
冒険島（高橋名人）
『高橋名人の冒険島』より。南の島のステージ。ヤシの木の生えている島部分と波打ち際を行き来して戦う。BGMは「冒険島ステージ1」（オリジナル作曲：竹間淳）。

### 隠しステージ
特定の隠しキャラクターを使用してクリアすれば選択可能になる。
シェル連絡橋（スネーク）
『メタルギアソリッド2』より。ビッグ・シェルを繋ぐ連絡橋の上で戦う。障害物が多いステージ。ハリアーIIが襲来してくることもある。BGMは「"Metal Gear Solid" Main Theme」。
人工太陽（モアイ）
『グラディウスII』より。人工太陽を背景にクリスタルの上で戦う。原作さながら、上空にはスコア表示、床にはパワーアップ表示などがある。亜空間ギアも登場。BGMは「Burning Heat!」。
暗黒ラン（卍丸）
『天外魔境II 卍MARU』より。高山村に出現した暗黒ランの前で戦う。上空のぶら下がれる枝の上にはライフが連なっている。BGMは「根の進撃」（オリジナル作曲：福田裕彦）。
木のおうち
『こえだちゃん』より。広い森の中央にこえだちゃんの住む木のおうちがある。木のおうちと床は「こえだちゃんとおにわのついた木のおうち」をベースにしている。西にはキノコのレストランがあり、東にはりんごのなる木がある。BGMは「こえだちゃんの1日」。
メガトロンでクリアすれば出現する。ステージのメインキャラクターは設定されていない。
浮遊大陸
『スターソルジャー』より。浮遊大陸をバックに鉄骨の上で戦う。ラザロも出現することがある。BGMは「シーザー最大パワーアップのテーマ」（オリジナル作曲：国本剛章）。
貧乏神でクリアすれば出現する。ステージのメインキャラクターは設定されていない。

### 1Pモード専用ステージ
対戦モードの「キャラ魂サバイバル」では使用できない。
ムジョーオンステージ（ムジョー）
本作品オリジナルステージ。「ワールドファイターズ」の番組のスタジオで、1Pモードの最終ステージ。UFOに乗ったムジョーと対決する。BGMは「ムジョーオンステージ」。

## キャラクターのステージオーダー

### コナミ（ステージオーダー）

#### パワプロ君
- STAGE 1:ボンバーマン（パワプロスタジアム）
- STAGE 2:リカちゃん（リカちゃんハウス）
- STAGE 3:シモンとユーゴ（ドラキュラ城）
- STAGE 4:桃太郎（桃太郎電鉄）
- STAGE 5:コンボイとミクロマン（巨人兵デバスター）
- STAGE 6:ツインビーとタカオ君と高橋名人（天空要塞）
- FINAL STAGE:ムジョー（ムジョーオンステージ）

#### シモン
- STAGE 1:ユーゴ（ドラキュラ城）
- STAGE 2:コンボイ（巨人兵デバスター）
- STAGE 3:ツインビーとボンバーマン（天空要塞）
- STAGE 4:ミクロマン（ミクロアース）
- STAGE 5:タカオ君とリカちゃん（ナイトシティ）
- STAGE 6:桃太郎とパワプロ君と高橋名人（桃太郎電鉄）
- FINAL STAGE:ムジョー（ムジョーオンステージ）

#### ツインビー
- STAGE 1:桃太郎（天空要塞）
- STAGE 2:ミクロマン（ミクロアース）
- STAGE 3:パワプロ君とボンバーマン（パワプロスタジアム）
- STAGE 4:コンボイ（巨人兵デバスター）
- STAGE 5:高橋名人とシモン（冒険島）
- STAGE 6:タカオ君とリカちゃんとユーゴ（ナイトシティ）
- FINAL STAGE:ムジョー（ムジョーオンステージ）

#### スネーク
- STAGE 1:コンボイ（シェル連絡橋）
- STAGE 2:ミクロマン（ミクロアース）
- STAGE 3:タカオ君とリカちゃん（ナイトシティ）
- STAGE 4:ボンバーマンと桃太郎（ボンバーマンバトル）
- STAGE 5:高橋名人とユーゴ（冒険島）
- STAGE 6:パワプロ君とシモンとツインビー（パワプロスタジアム）
- FINAL STAGE:ムジョー（ムジョーオンステージ）

#### モアイ
- STAGE 1:ユーゴ（人工太陽）
- STAGE 2:桃太郎（桃太郎電鉄）
- STAGE 3:コンボイとミクロマン（巨人兵デバスター）
- STAGE 4:タカオ君とリカちゃん（ナイトシティ）
- STAGE 5:高橋名人とボンバーマンとシモン（冒険島）
- STAGE 6:スネークとパワプロ君とツインビー（シェル連絡橋）
- FINAL STAGE:ムジョー（ムジョーオンステージ）

### タカラ（ステージオーダー）

#### コンボイ
- STAGE 1:パワプロ君（巨人兵デバスター）
- STAGE 2:シモン（ドラキュラ城）
- STAGE 3:ボンバーマンと桃太郎（ボンバーマンバトル）
- STAGE 4:ツインビー（天空要塞）
- STAGE 5:高橋名人とユーゴ（冒険島）
- STAGE 6:ミクロマンとタカオ君とリカちゃん（ミクロアース）
- FINAL STAGE:ムジョー（ムジョーオンステージ）

#### タカオ君
- STAGE 1:リカちゃん（ナイトシティ）
- STAGE 2:シモン（ドラキュラ城）
- STAGE 3:パワプロ君とツインビー（パワプロスタジアム）
- STAGE 4:コンボイ（巨人兵デバスター）
- STAGE 5:ボンバーマンと桃太郎（ボンバーマンバトル）
- STAGE 6:ミクロマンとツインビーと高橋名人（ミクロアース）
- FINAL STAGE:ムジョー（ムジョーオンステージ）

#### ミクロマン
- STAGE 1:ボンバーマン（ミクロアース）
- STAGE 2:シモン（ドラキュラ城）
- STAGE 3:桃太郎とパワプロ君（桃太郎電鉄）
- STAGE 4:高橋名人（冒険島）
- STAGE 5:ユーゴとツインビー（ナイトシティ）
- STAGE 6:コンボイとタカオ君とリカちゃん（巨人兵デバスター）
- FINAL STAGE:ムジョー（ムジョーオンステージ）

#### リカちゃん
- STAGE 1:タカオ君（リカちゃんハウス）
- STAGE 2:パワプロ君（パワプロスタジアム）
- STAGE 3:高橋名人とユーゴ（冒険島）
- STAGE 4:ツインビー（天空要塞）
- STAGE 5:ボンバーマンと桃太郎（ボンバーマンバトル）
- STAGE 6:シモンとコンボイとミクロマン（ドラキュラ城）
- FINAL STAGE:ムジョー（ムジョーオンステージ）

#### アスカ
- STAGE 1:ユーゴ（ナイトシティ）
- STAGE 2:桃太郎（桃太郎電鉄）
- STAGE 3:ボンバーマンとコンボイ（ボンバーマンバトル）
- STAGE 4:ツインビーとパワプロ君（天空要塞）
- STAGE 5:高橋名人とミクロマン（冒険島）
- STAGE 6:シモンとタカオ君とリカちゃん（ドラキュラ城）
- FINAL STAGE:ムジョー（ムジョーオンステージ）

#### メガトロン
- STAGE 1:コンボイ（巨人兵デバスター）
- STAGE 2:リカちゃん（リカちゃんハウス）
- STAGE 3:シモンとパワプロ君（ドラキュラ城）
- STAGE 4:ボンバーマンと桃太郎（ボンバーマンバトル）
- STAGE 5:ミクロマンとツインビーと高橋名人（ミクロアース）
- STAGE 6:アスカとタカオ君とユーゴ（ナイトシティ）
- FINAL STAGE:ムジョー（ムジョーオンステージ）

### ハドソン（ステージオーダー）

#### ボンバーマン
- STAGE 1:パワプロ君（ボンバーマンバトル）
- STAGE 2:リカちゃん（リカちゃんハウス）
- STAGE 3:高橋名人とシモン（冒険島）
- STAGE 4:ツインビー（天空要塞）
- STAGE 5:コンボイとミクロマン（巨人兵デバスター）
- STAGE 6:桃太郎とタカオ君とユーゴ（桃太郎電鉄）
- FINAL STAGE:ムジョー（ムジョーオンステージ）

#### 桃太郎
- STAGE 1:タカオ君（桃太郎電鉄）
- STAGE 2:ミクロマン（ミクロアース）
- STAGE 3:ユーゴとパワプロ君（ナイトシティ）
- STAGE 4:ボンバーマン（ボンバーマンバトル）
- STAGE 5:リカちゃんとツインビー（リカちゃんハウス）
- STAGE 6:高橋名人とシモンとコンボイ（冒険島）
- FINAL STAGE:ムジョー（ムジョーオンステージ）

#### ユーゴ
- STAGE 1:タカオ君（ナイトシティ）
- STAGE 2:コンボイ（巨人兵デバスター）
- STAGE 3:リカちゃんとパワプロ君（リカちゃんハウス）
- STAGE 4:ミクロマン（ミクロアース）
- STAGE 5:シモンとツインビー（ドラキュラ城）
- STAGE 6:高橋名人とボンバーマンと桃太郎（冒険島）
- FINAL STAGE:ムジョー（ムジョーオンステージ）

#### 高橋名人
- STAGE 1:ツインビー（冒険島）
- STAGE 2:コンボイ（巨人兵デバスター）
- STAGE 3:ボンバーマンと桃太郎（ボンバーマンバトル）
- STAGE 4:ミクロマン（ミクロアース）
- STAGE 5:リカちゃんとパワプロ君（リカちゃんハウス）
- STAGE 6:タカオ君とユーゴとシモン（ナイトシティ）
- FINAL STAGE:ムジョー（ムジョーオンステージ）

#### 卍丸
- STAGE 1:桃太郎（暗黒ラン）
- STAGE 2:タカオ君（ナイトシティ）
- STAGE 3:シモンとツインビー（ドラキュラ城）
- STAGE 4:リカちゃんとパワプロ君（リカちゃんハウス）
- STAGE 5:ミクロマンとコンボイ（ミクロアース）
- STAGE 6:高橋名人とボンバーマンとユーゴ（冒険島）
- FINAL STAGE:ムジョー（ムジョーオンステージ）

#### 貧乏神
- STAGE 1: 桃太郎（桃太郎電鉄）
- STAGE 2:ミクロマン（ミクロアース）
- STAGE 3:リカちゃんとツインビー（リカちゃんハウス）
- STAGE 4:タカオ君とパワプロ君（ナイトシティ）
- STAGE 5:高橋名人とシモンとコンボイ（冒険島）
- STAGE 6:卍丸とボンバーマンとユーゴ（暗黒ラン）
- FINAL STAGE:ムジョー（ムジョーオンステージ）